# Xeramoeba lepida
Xeramoeba lepida är en tvåvingeart som först beskrevs av Hermann 1907.  Xeramoeba lepida ingår i släktet Xeramoeba och familjen svävflugor. Inga underarter finns listade i Catalogue of Life.